# Krenspitze
Die Krenspitze in Tirol ist ein 1972 m ü. A. hoher Berg des Mangfallgebirges, eines Teilgebirges der Bayerischen Voralpen. Die Krenspitze ist mit dem Hinteren Sonnwendjoch über einen Kamm östlich verbunden und auch am einfachsten über diesen erreichbar.